# Діти капітана Гранта
«Ді́ти капіта́на Гра́нта», в деяких перекладах «Ді́ти капіта́на Ґра́нта» (фр. Les Enfants du Capitaine Grant) — пригодницький роман французького письменника Жуля Верна, виданий в 1867 році. Оповідає про подорожі експедиції, що розшукує зниклого капітана Гранта, спираючись на залишене ним послання. Роман «Діти капітана Гранта» став першою книгою трилогії Жуля Верна, до якої входять також його пізніші романи «Двадцять тисяч льє під водою» та «Таємничий острів», поєднані спільними персонажами.

## Історія створення роману
Один з найвідоміших у творчій скарбниці Жуля Верна, роман має своєрідну історію створення: якось до Жуля Верна звернулися члени Французького географічного товариства, занепокоєні тим, що діти погано знають географію, — з проханням написати твір, що привернув би увагу підлітків до цієї науки. Саме так виник задум знаменитого роману, центральним персонажем якого став француз-географ, чиї докладні пояснення супроводжують пригоди героїв у різноманітних екзотичних країнах. Після журнальної публікації з продовженнями упродовж 1865—1867 років у Парижі вийшло друком перше окреме видання (1867).

## Сюжет

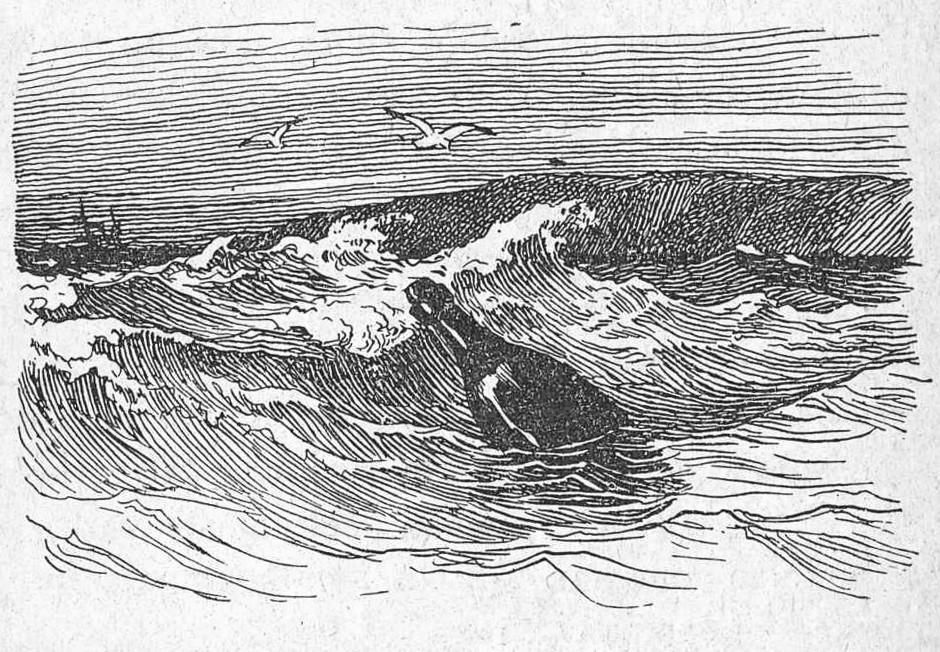
Послання в пляшці

Сміливий шотландець — капітан Грант — вирушає в подорож, поставивши собі за мету дослідити острови Тихого океану. Коли його корабель «Британія» потрапляє в біду, не лишається нічого іншого як покластись на долю і морські хвилі. Він пише записку із закликом допомоги на трьох мовах (англійською, французькою та німецькою) і кидає її у воду. Пляшка із запискою про місцезнаходження капітана Гранта випадково потрапляє до його співвітчизника лорда Гленарвана. Вода сильно зіпсувала документи, однак вдалося розібрати, що капітан Грант і члени його екіпажу зазнали катастрофи на 37°11' південної широти. Довготу ж визначити не вдалося.
Власник яхти «Дункан» лорд Гленарван їде в Лондон, щоб організувати рятувальну експедицію, але там йому відмовляють, посилаючись на неясність і неповноцінність інформації. Непряма причина відмови — капітан Грант є шотландським націоналістом, що мріє про незалежність Шотландії. Крім того, основна мета його плавань — заснувати Нову Шотландію.
Під час відсутності лорда, у його будинок приїхали діти капітана Гранта — син і дочка, у надії довідатися про батька. Коли Гленарван повернувся додому, дружина вмовила його відправитися на пошуки капітана.
«Дункан» вирушає в плавання з Глазго, на борту перебувають лорд Гленарван з дружиною, його небіж — майор Мак-Наббс, Роберт та Мері Грант, а також капітан Джон Манглс. Коли корабель відчалює, а борту виявляється зайвий пасажир — відомий французький географ Жак Еліасен Франсуа Марі Паганель, який через неуважність поплив не тим маршрутом. Команда вирішує, що знання Паганеля стануть в пригоді, і той приєднується до пошуків капітана Гранта.
Патагонія. Спершу команда вважає, що зниклий капітан дістався до Патагонії. Яхта перетинає Атлантичний океан, проходить Магеллановою протокою в Тихий океан і пливе на північ, де Патагонію перетинає 37-а паралель. Лорд Гленарван, Мак-Наббс, Паганель, Роберт Грант, помічник капітана Том Остін і двоє матросів висаджуються на західному березі та повинні зустрітися з рештою команди на східному березі, біля мису Коррьєнтес. Загін перетинає Анди, де саме стається землетрус, Роберт падає на відрізане плато, а потім його ледве не вбиває кондор. Однак Роберта рятує місцевий індіанець Талькав, який допомагає мандрівникам перетнути країну. Роберт віддячує індіанцеві, врятувавши його від вовків. Загін доходить до східного берега та повертається на «Дункан», не знайшовши ніяких слідів капітана Гранта. Вони вмовляють Талькава приєднатися до експедиції, але той відмовляється, бо не бажає покинути батьківщину.
Індійський океан. Експедиція прямує на схід, через Індійський океан, відвідуючи острови Трістан-да-Кунья і острів Амстердам, що теж лежать на 37-й паралелі. Але й там немає ніяких свідчень перебування капітана.

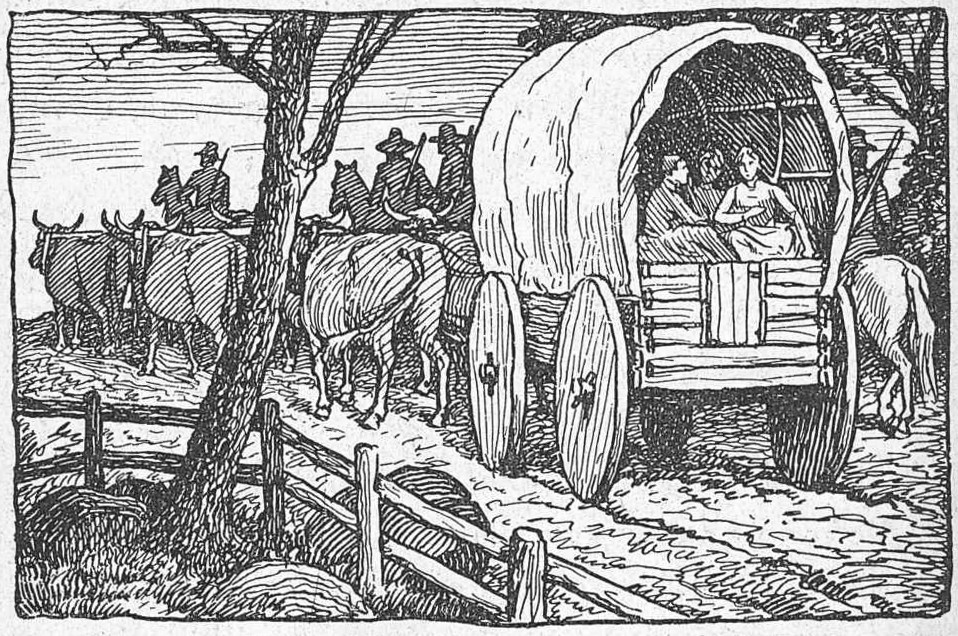
Подорож через Австралію

Австралія. Потім команда висаджується в південно-східному березі Австралії. Лорд Гленарван знаходить ферму, що належить ірландцеві Падді О 'Муру. Однак один з його слуг на ім'я Айртон, повідомляє, що він був боцманом на зниклій «Британії» і, що вона затонула на східному березі Австралії. Айртон врятувався, але потрапив у полон до аборигенів, потім утік і протягом місяця блукав по лісах, поки не натрапив на ферму та лишився там. Айртон вважає, що капітан Грант і вся його команда загинули.
Гленарван вирішує перетнути Австралію уздовж 37-ї паралелі і запрошує Айртона стати провідником. Помічник капітана Том Остін лишається командувати «Дунканом», який спрямовує яхту на ремонт у Мельбурн. Там яхта повинна чекати вказівок від Гленарвана. Сухопутна експедиція будує фургон, купує коней і биків, і вирушає в подорож австралійськими пустками. Просуваючись на схід, експедиція минає території, де триває «золота лихоманка», стає свідком аварії потяга з Мельбурна, знайомиться з аборигенами та фермерами-англійцями. Коли команда перетинає гори, більшість її коней і биків гине від отруєння. Команда застрягає в болотах, а попереду орудує банда каторжників-утікачів, якими командує Бен Джойс. Паганель пише листа Томові Остіну з проханням вислати матросів для охорони експедиції. Доставити листа доручають Айртону. Однак майор Мак-Наббс здогадується, що Айртон — це і є Бен Джойс, який замислив захопити яхту та стати піратом. Айртон ранить Гленарвана, захоплює лист і поспішає в Мельбурн. Загін лорда Гленарвана пішки досягає порту Іден, звідки передає телеграфом повідомлення в Мельбурн з попередженням для «Дункана». Але виявляється, що яхта вже відплила в невідомому напрямку. Гленарван вважає, що банда Айртона все ж зуміла її захопити. Гленарван закликає команду повернутися додому. Однак в Ідені не виявляється суден, що плили б зараз до Європи, і Гленарван вирішує дістатися до Окленда. Мандрівники сідають на торговий бриг «Макарі» і пливуть до Нової Зеландії.

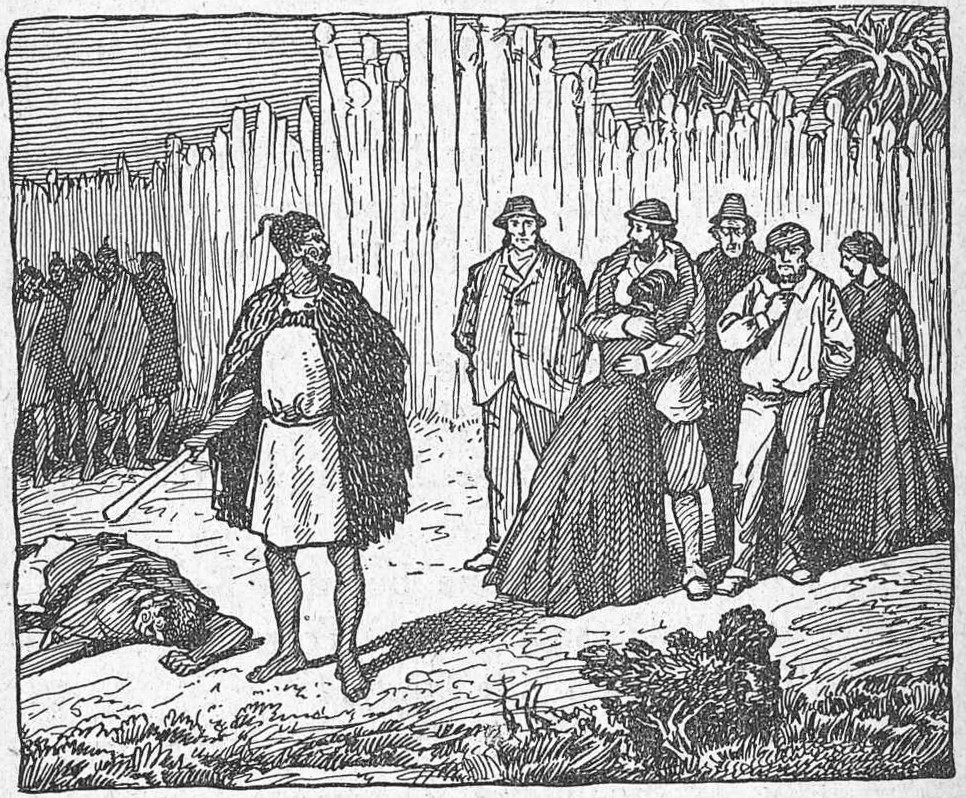
У полоні маорі

Нова Зеландія. У «Макарі» виявляється поганий капітан, через пиятику він збивається з курсу і садить судно на мілину, після чого тікає зі своєю командою на єдиному човні, покинувши пасажирів. Гленарвану і його людям не вдається зняти бриг із мілини, вони виготовляють пліт і досягають берега. Мандрівники планують дістатися до найближчого міста, але попереду триває війна англійців і маорі. Загін маорі захоплює мандрівників як заручників, щоб змусити англійців прийняти вигідні їм умови. Лише Роберту Гранту вдається сховатися. Один з вождів домагається дружини Гленарвана, тоді лорд вбиває його пострілом з револьвера. Приходить новина, що англійці розстріляли полоненого вождя, на якого хотіли обміняти європейців. Вождь оголошує, що тоді полонені будуть страчені на світанку. Роберт Грант робить підкоп до в'язниці, через який команда тікає та ховається на священній горі з могилою вождя, де маорі не посміють їм нашкодити. Там вони зустрічають Паганеля, який втік з полону іншого загону маорі. Герої добираються до східного узбережжя острова, звідки думають відплисти на пірозі по річці, але через наближення маорі пливуть у море. Проте маорі переслідують їх на трьох пірогах.
Несподівано на горизонті з'являється пароплав, яким виявляється «Дункан». З яхти по пірозі стріляють гармати, але виявляється, що вони стріляли в переслідувачів. Воз'єднавшись із рештою команди, мандрівники довідуються, що яхта попливла не в порт Іден, а до східного берега Нової Зеландії, бо Паганель переплутав координати в листі, який доставив Айртон. Дізнавшись, що судно віддаляється від Австралії, Айртон спробував підбурити команду на бунт, але його взяли під варту. Тож «Дункан» очікував біля берегів Нової Зеландії вже п'ять тижнів.
Айртон погоджується розповісти, що сталося з «Британією», а за це просить висадити його на безлюдному острові. Він розповідає, що підбурював команду Гранта до бунту. Тоді Грант висадив Айртона на західному узбережжі Австралії. Той очолив групу каторжників-утікачів, а потім вирішив захопити якесь судно, а щоб дізнатися про найближчі рейси, влаштувався на ферму Падді О'Мура. Лорд Гленарван виносить вирок — висадити Айртона на острові Табор, який також лежить на 37-й паралелі південної широти. Паганель робить висновок, що якщо Грант вижив і не дістався до британських поселень, то напевне став жертвою маорі.

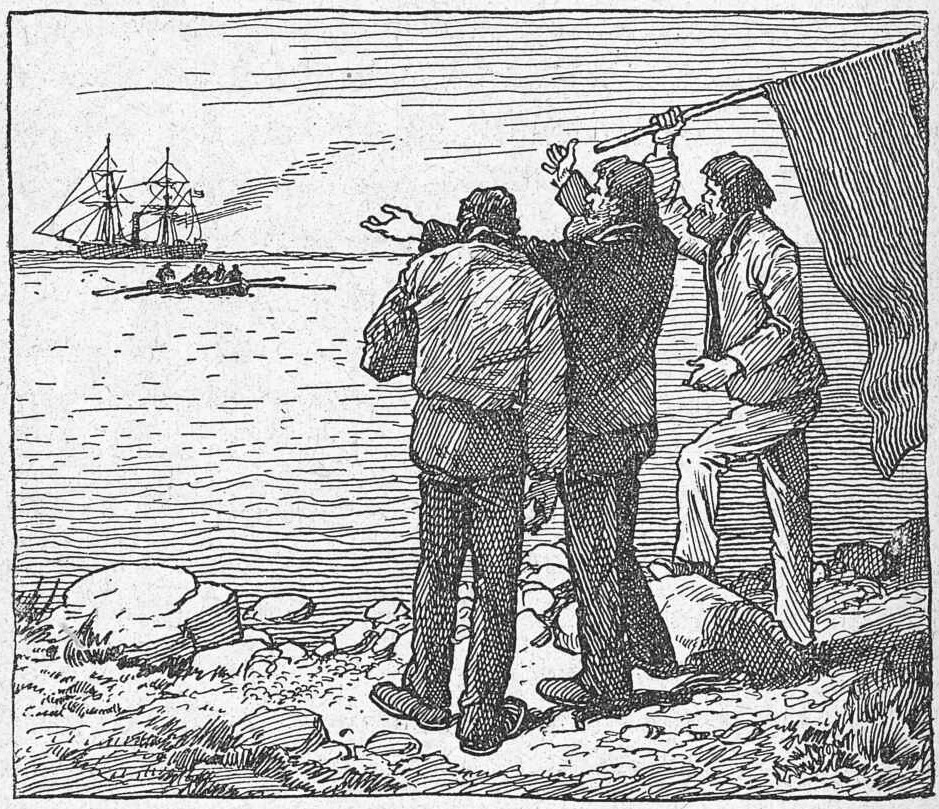
Порятунок капітана Гранта

Острів Табор. На узбережжі острова Табор команда зауважує багаття. Гленарван зжалюється над Айртоном і не висаджує його на острові, вважаючи, що багаття розвели місцеві дикуни. Вночі діти капітана чують голос свого батька та просять дочекатися ранку. Вранці команда бачить на березі трьох людей, якими виявляються капітан Грант і його матроси.
Грант розповідає як його судно розбилося в шторм об риф Марії-Терези. Діставшись до острова Табор, вцілілі заснували процвітаюче господарство, але капітан визнає, що острів не годиться стати Новою Шотландією. Грант переказує повний зміст свого листа, завдяки чому стає зрозуміло, що він вжив англійську назву острова, якій Паганель не надав значення. Географ впадає у відчай, але друзі підбадьорюють його, нагадуючи, що без нього пошуки були б марні.
Команда залишає Айртона на острові Табор і повертається на батьківщину. Роберт іде вчитися в морську академію, а Мері виходить заміж за капітана Манглса. Паганель закохується в кузину Мак-Наббса, але не поспішає зробити їй пропозицію одруження. Мак-Наббс розкриває його таємницю — маорі зробили йому татуювання, якого Паганель соромиться. Але наречена не зважає на це і Паганель лишається жити в Англії, а згодом одружується.

## Основні дійові особи
- Гаррі Грант — шотландський мореплавець, капітан корабля «Британія»
- Мері Грант — дочка капітана Гранта
- Роберт Грант — син капітана Гранта
- Едвард Гленарван — лорд, багатий шотландський землевласник, господар яхти «Дункан»
- Гелена (Елен) Гленарван — дружина Едварда
- Жак Паганель — французький географ, який випадково опинився на борту «Дункана»
- Майор Мак-Наббс — родич Гленарвана, один із учасників пошуків
- Джон Манглс — капітан яхти «Дункан»
- Талькав — патагонський індіанець, провідник групи в Аргентині
- Айртон (Бен Джойс) — боцман «Британії», який за непокору був висаджений на західному узбережжі Австралії, де пристав до банди втікачів-каторжників та очолив її.

## Мапи подорожей
|  |  |  |

## Українські видання
Роман багаторазово перекладався й видавався українською мовою.
Електронний каталог Національної бібліотеки України для дітей наводить такі видання:
- Жуль Верн. Діти капітана Гранта. Переклад з французької: ?. Післямова А. Белецького; художник: Є. Рачов. Харків—Одеса: Дитвидав, 1935 (Одеса: Друкарня ім. Леніна). 456 с., іл.
- Жуль Верн. Діти капітана Гранта. Переклад з французької за редакцією: Р. Терещенко; малюнки: Е. Ріу. Київ: Молодь, 1951. 580 с., іл.
- Жуль Верн. Діти капітана Гранта. Переклад з французької за редакцією: Р. Терещенко; малюнки: Е. Ріу. Київ: Молодь, 1953. 678 с., іл.
- Жуль Верн. Діти капітана Гранта. Переклад з французької: Тамара Воронович; ілюстрації: Е. Ріу. Київ: Веселка, 1967. 608 с., іл.
- Жуль Верн. Діти капітана Гранта. Переклад з французької: Тамара Воронович; післямова В. Пащенка; ілюстрації: Е. Ріу. Київ: Веселка, 1989. 558 с.: іл., портр. (Шкільна бібліотека). ISBN 5301003887.
- Жуль Верн. Діти капітана Гранта. Переклад з французької: Тамара Воронович; вступне слово: Є. Брандіс; ілюстрації: Е. Ріу. Київ: Веселка, Тернопіль: Навчальна книга — Богдан, 2004. 576 с., іл. — (Світовид: бібліотека світової літератури для дітей у 100 томах. Сер.2, Література 19 ст.). ISBN 9666923319.
- Жуль Верн. Діти капітана Гранта. Переклад з французької: ?. ілюстрації: Н. Козлова. Харків: Видавничий дім «Школа». 2004. 510 с., іл. — (Бібліотека пригод). ISBN 9668114590.
- Жуль Верн. Діти капітана Гранта. Переклад з французької: Л. Колодинська; малюнки: Е. Ріу. Львів: Універсум, 2004. 478 с., іл. ISBN 5832600959.
- Жуль Верн. Діти капітана Гранта. Переклад з французької: ?. ілюстрації: М. О. Заремба. Харків: Ранок. 2007. 543 с., іл. (Оксамитова колекція). ISBN 966-08-1178-0.
- Жуль Верн. Діти капітана Гранта. Переклад з французької: Тамара Воронович; ілюстрації: Н. Задорожна. Київ: Національний книжковий проект. 2010. 543 с., іл. (Бібліотека шкільної класики). ISBN 978-966-339-844-0.
- Жуль Верн. Діти капітана Ґранта. Переклад з російської: Володимир Верховеня; художник: В. Рижова. Харків: КСД. 2011. 240 с. (серія «Бібліотека пригод») ISBN 978-966-14-0862-2 (паперова), ISBN 978-966-14-7455-9 (epub
- Жуль Верн. Діти капітана Гранта. Переклад з французької: Оксана Донічева; ілюстрації: Олена Чичик. Київ: Країна Мрій, 2012. 458, [3] с. 2500 прим.. — ISBN 978-617-538-160-1
- Жуль Верн. Діти капітана Гранта. Переклад І. Л. Базилянська; ілюстрації: Н. Козлова ; іл. на обкл. М. Гец. Харків: Школа, 2015. — 558, [1] c. : іл. — (Золота серія «Бібліотека пригод»). — Бібліогр.: с. 556. — На фронтиспісі: Пілігрим. — Б. т. — ISBN 966-8114-59-0.
- Жуль Верн. Діти капітана Гранта. Переклад з французької: Наталія Романович-Ткаченко, Наталія Ходкевич та Юлія Слуцька; ілюстрації: Едуард Ріу. Київ: Знання, 2017. 463 с. — ISBN 978-617-07-0537-2. — ISBN 978-617-07-0237-1 (серія)

## Екранізації
- 1901 — «Діти капітана Гранта» (фр. Les enfants du capitaine Grant), Франція (Pathe Freres), режисер: Фердинанд Зекка (Ferdinand Zecca), чорно-білий, німий.
- 1913 — «Діти капітана Гранта» (фр. Les Enfants du Capitaine Grant), Франція (Eclair-Films), режисери: Анрі Русель (Henri Rousell), Віктор-Іполіт Жассе (Victorin-Hippolyte Jasset), Жозеф Февр (Joseph Faivre), чорно-білий, німий, 66 хв.
- 1936 — «Діти капітана Гранта», СРСР (Мосфильм), режисер: Володимир Вайншток, чорно-білий, звуковий, 83 хв.
- 1962 — «У пошуках потерпілих аварію корабля» (англ. In Search of the Castaways), США (Walt Disney Pictures), режисер: Роберт Стівенсон (Robert Stevenson), кольоровий, звуковий, 100 хв.
- 1970 — «Діти капітана Гранта» (ісп. Los Sobrinos del capitan Grant), Іспанія (Television Espanola (TVE)), режисер: Хосе Антоніо Парамо (Jose Antonio Paramo), телефільм, кольоровий, звуковий, 98 хв.
- 1981 — «Діти капітана Гранта» (фр. Les enfants du capitaine Grant), Франція (FR3), мультфільм, кольоровий, звуковий.
- 1985 — «У пошуках капітана Гранта», СРСР (Одеська кіностудія) — Болгарія (Bojana), режисер: Станіслав Говорухін, телефільм, кольоровий, звуковий, 455 хв.
- 1996 — «Діти капітана Гранта» (нім. Die Kinder des Kapitan Grant), Німеччина (CCC Filmkunst GmbH) — Росія (Генри-Фильм) — США — Канада, режисер: Донован Скотт (Donovan Scott), кольоровий, звуковий, 115 хв.